# Kazanlak Peak
Der Kazanlak Peak (englisch; bulgarisch връх Казанлък wrach Kasanlak) ist ein 430 m hoher und felsiger Berg auf der Livingston-Insel im Archipel der Südlichen Shetlandinseln. Im Delchev Ridge der Tangra Mountains ragt er 0,75 km nordwestlich des Peter Peak und 0,7 km südöstlich des Ghiaurov Peak aus einem Grat auf, der vom Delchev Peak in Richtung des Rila Point verläuft.
Bulgarische Wissenschaftler nahmen zwischen 2004 und 2005 seine Vermessung. Die bulgarische Kommission für Antarktische Geographische Namen benannte ihn 2005 nach der Stadt Kasanlak im Zentrum Bulgariens.